# Jorrie Muller
George Petrus Muller, detto Jorrie (Fochville, 1º marzo 1981), è un ex rugbista a 15 e allenatore di rugby a 15 sudafricano, tecnico della squadra "A" dei Lions.

## Biografia
Attivo nella franchise sudafricana dei Cats (poi Lions), Muller esordì negli Springbok nel 2003 in un incontro del Tri Nations contro l'Australia; successivamente prese parte alla Coppa del Mondo di rugby 2003 con 4 incontri, che furono poi le sue ultime apparizioni internazionali.
Per un breve periodo di tempo in Francia al Lione, terminò di fatto la sua carriera al suo ritorno in Sudafrica nel 2007 per poi passare alla carriera tecnica come allenatore della seconda squadra dei Lions; nel gennaio 2012 passò ai Leopards, formazione di Potchefstroom (Provincia del Nord-Ovest).
Nonostante sia di fatto inattivo dal 2007 come giocatore, non si è mai ufficialmente ritirato dall'attività; senza squadra dal 2007, si è dedicato alla sua attività di trasporti minerari.